# Neuer Jüdischer Friedhof (Pforzheim)

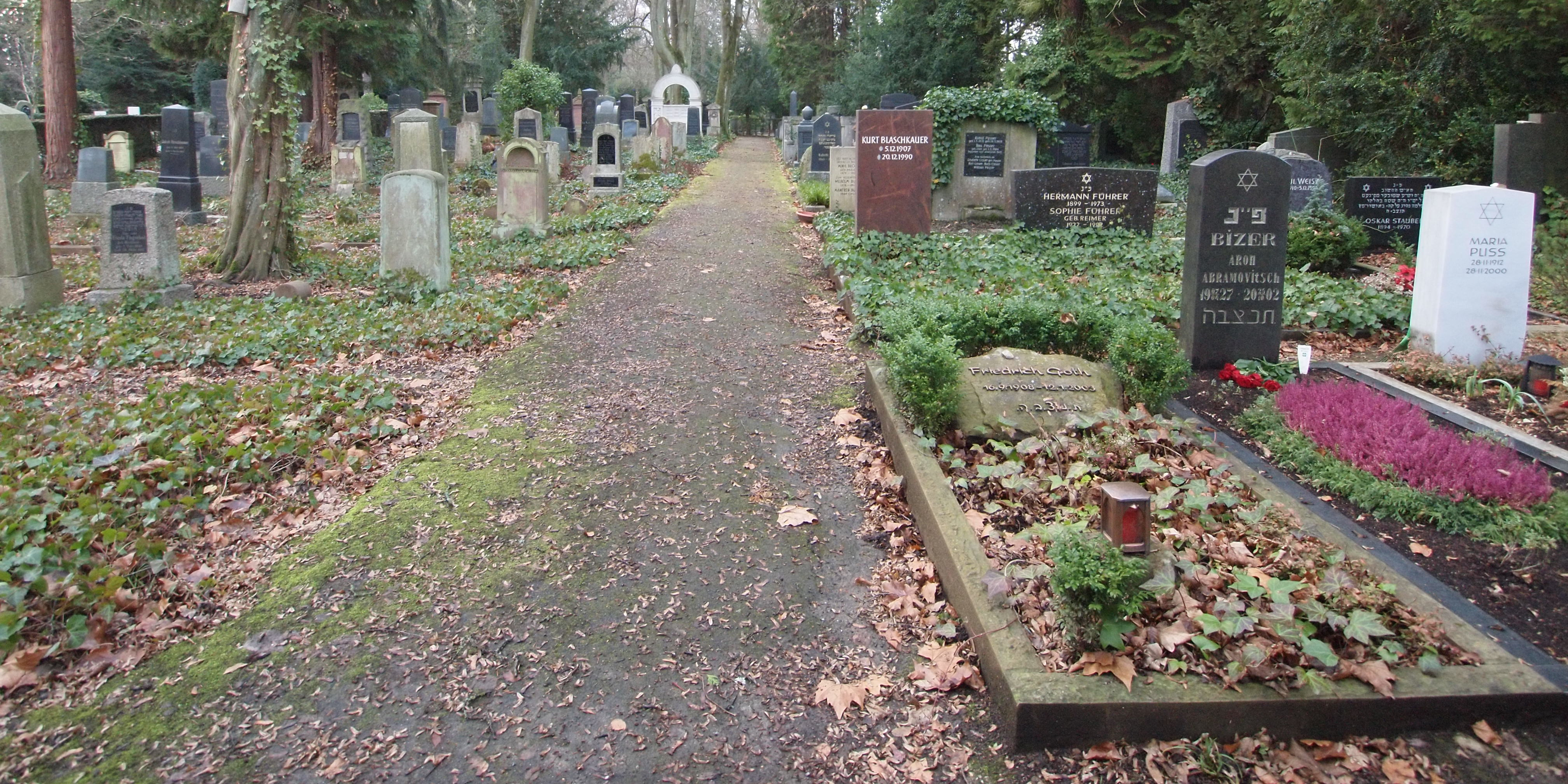
Neuer jüdischer Friedhof Pforzheim (Januar 2012)

Der Neue Jüdische Friedhof Pforzheim ist ein Friedhof in Pforzheim, einer Großstadt innerhalb des Enzkreises in Baden-Württemberg. 
Der jüdische Friedhof befindet sich auf dem Hauptfriedhof Pforzheim an der Bernhardstraße (= L 621). Sein älterer Teil wurde von 1878 bis zum Ende des 20. Jahrhunderts belegt. Er ist Nachfolger des alten jüdischen Friedhofs an der Eutinger Straße, der von 1846 bis 1877 belegt wurde. Der neue jüdische Friedhof wurde im Jahr 2003 um weitere Abteilungen des Hauptfriedhofs für orthodoxe und liberale jüdische Bestattungen erweitert.